# Celebrate the Nun
Celebrate the Nun byla německá synthpopová formace, založená v roce 1987 H.P. Baxxterem, Rickem J. Jordanem, Britt Maxime ( sestra H.P. Baxxtera) a Slinem Tompsonem. První singl „Ordinary Town“ vydalo hudební vydavatelství EMI a byl to hit. Další singl „Will You Be There“ byl ještě více úspěšný a umístil se na čtvrtém místě v USA Billboard-Club-Charts. V USA se prodalo 30.000 desek. V roce 1989 vydali svoje první album „Meanwhile“ (Německo, USA, Kanada). V roce 1990 Slin opustil skupinu kvůli účinkování v jiných projektech. H.P., Rick a Britt nahráli druhé album „Continuous“. Skupina nedosáhla žádného velkého úspěchu a později se rozpadla. V roce 1993 H.P. a Rick spolu s Ferrisem Buellerem vytvořili remixovací tým The Loop! a v roce 1994 se z The Loop! stala samostatná skupina Scooter.

## Diskografie

### Alba
- 1990
  - Meanwhile
- 1991
  - Continuous

### Singly
- 1988
  - Ordinary Town
- 1989
  - Will You Be There
- 1990
  - She's A Secretary
- 1991
  - Patience
  - You Make Me Wonder